# Kostel svatého Jakuba Staršího (Tečovice)
Kostel svatého Jakuba Staršího se nachází v obci Tečovice a pochází z konce 13. století. Kostel je původně románský, ale byl goticky a barokně přestavěn. Je to jedna z nejstarších architektonických památek Zlínského kraje, v roce 1964 byl zapsán jako kulturní památka.

## Popis a poloha

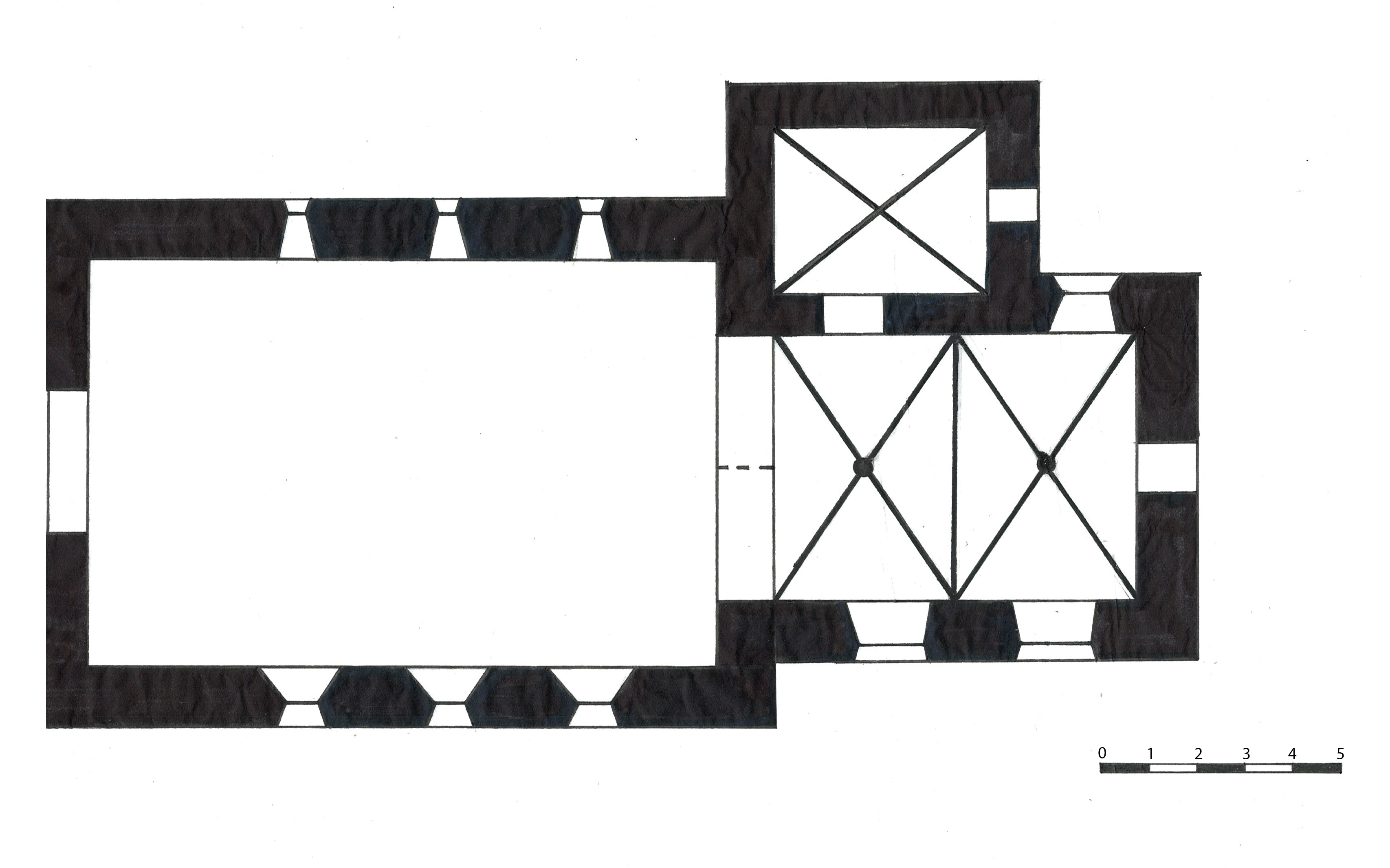
Půdorys kostela v měřítku 1:100

Kostel pochází přibližně z doby kolem roku 1260 a je umístěn na severním kopci vesnice na vyvýšené náhorní plošině v nadmořské výšce 231 metrů, kde stávala i někdejší tvrz. Podle průzkumu tvrz vznikla v době stavby kostela, měla čtvercový půdorys o straně 25–30 metrů a byla obehnána tři metry hlubokým příkopem. Hlavní částí tvrze byla dřevěná věž s půdorysem o rozměrech 12 × 12 metrů. Tvrz, zaniklá požárem v polovině 14. století, sousedila s kostelíkem.
Kostel je původně pozdně románský (lze soudit dle tloušťky stěn a provedení oken v lodi, která se začala stavět dříve než kněžiště), později byl v goticky a barokně upraven. Barokní částí je zvonicová vížka. Kostel je orientován východně, stavba je nepodsklepená a má sokl. Zdivo je lomové s občasnými cihlovými doplňky, použitý kámen je tmavá opuka. Tloušťka zdí je 1,2 metru. Výstavba pravděpodobně probíhala ve dvou časově rozdílných stavebních obdobích. Základní půdorys kostela a hmota lodi s okénky patří k rané gotice poslední třetiny 13. století, zatímco ústupkový portál a klenby poukazují až ke třetí čtvrtině 14. století. Zároveň v první fázi byla postavena loď a ve druhé pak kněžiště a sakristie. O postupné výstavbě svědčí také provedení oken, neboť zde můžeme nalézt čtyři typy oken. Loď a kněžiště jsou vyzdobeny nástěnnými malbami, které vznikly okolo roku 1350. Ke kostelu přiléhá hřbitov s kamennou zdí. Na hřbitově se nachází (v severovýchodním rohu) hrob rumunských vojáků, kteří 3. května 1945 obec osvobodili, když předtím stihli přejít německými vojsky podminovaný most na cestě z Malenovic do Tečovic.

## Exteriér
Kostel je rozdělen na presbyterium, loď a sakristii. Hlavní vchod je tvořen gotickým ústupkovým portálem s lomeným obloukem, umístěném v obdélníkovém ústupku. Portál je čtyři metry vysoký a tři metry široký. Jedná se o práci vyspělé kamenické huti a je důležitým úkazem vývoje raně gotických portálů na Moravě. Ostění není tvořeno klasicky střídáním prutů a výžlabků, ale tvoří ho profily z dvou oblounů a tří hruškovců. Nad dveřmi je umístěno jednoduché rozetové okno s motivem čtyřlaloku. Do kněžiště je veden vedlejší vchod tvořený masivními tesařsky dvakrát pobíjenými dveřmi. V presbyteriu se nachází dvě lomená jednodílná okna s kružbou. První okno v ose chrámu je zcela zazděné a ve vrcholu má vložen trojlalok. Druhé okno má ve vrcholu trojlist se stejným lemováním. Za oltářem se nachází částečně zazděné okno s jednoduchým ostěním, ze kterého je dnes ponecháno prosklení pouze jeho vrchol ve formě trojlaloku, který osvětluje boží oko umístěno v oltáři. Z interiéru je toto prosklení zcela skryto za oltářem. Okénko východně od kruchty je okosené lomené. Trojice okének na severní části lodi tvoří velmi úzká špaletová okénka, jednoduchá bez kružby s vysekaným ostěním.
Střecha je sedlová s dvěma štíty pokryta ručně štípaným šindelem. Na jejím hřebeni je zvonicová vížka ukončena cibulí s makovicí, která byla do střešního krovu vložena až po jeho dokončení. Věžička má konstrukci z bukového dřeva. Ve zvonici se nachází zvon, který je pouze replikou raně barokního původního zvonu.

## Interiér
Obdélná loď s rozměry 13 × 8,5 metrů má dřevěný trámový strop s viditelným dvojitým záklopem o výšce osmi metrů. Strop presbyteria je asi o metr nižší. Ve vstupní části lodi se nachází dřevěný kůr, přístupný točitým schodištěm. Presbyterium je odděleno od lodi triumfálním obloukem, vysokým šest metrů, na němž se nachází malby kruhových medailonů s vyobrazením proroků. Obdélné presbyterium má půdorys o rozměrech 7,5 × 5,5 metru, je zaklenuto křížovou klenbou ve dvou polích s okrouhlými svorníky. Žebra mají klínový, jednoduše vyžlabený profil a jsou na nich zbytky maleb. Sbíhají se na ostře osekané konzoly ve výšce 3,5 metru, které jsou umístěné po obvodu. Na oválných terčových svornících jsou dva motivy. Na východním svorníku je reliéf beránka a na západním je kamenná modulace trojlistu. Trojlist by mohl souhlasit s erbem vladyků z počátku 14. století, tudíž bychom mohli tomuto rodu připisovat zaklenutí kněžiště. Vladykou byl roku 1307 Bohuněk z Tečovic, který měl tři syny Milíče, Radka a Bohuňka, kteří roku 1350 prodali Tečovice spolu s pěti dalšími obcemi Čeňkovi z Bechyně.
Na stěnách lodi i kněžiště jsou fresky z roku 1350. Výzdoba lodi je tvořena ručně vyřezávanými obrazy. Znázorňuje křížovou cestu a obsahuje celkem čtrnáct výjevů. V lodi je také umístěna pieta Panny Marie Bolestné. Kněžišti dominuje barokní oltář z třetí čtvrtiny 17. století s obrazem svatého Jakuba Většího. Oltář s korintskými sloupy má v horní části vložen symbol božího oka, které je prosvětleno trojlistem kružby okna. Oltář obsahuje také prvky přidané v 19. století. V presbyteriu je též socha ukřižování Krista. Zajímavá součást interiéru je masivní kamenná křtitelnice o průměru 83 centimetrů z konce 13. století zhotovena ze světlého pískovce. Pro její velikost se nepoužívá a je ponechaná v přední části lodi. Sakristie je obdélníková, malých rozměrů, taktéž s křížovou klenbou, která je zde velmi zjednodušená a nevyzdobena.

### Malby
Malby byly zhotoveny z tehdy běžně používaných pigmentů. Na bílou barvu bylo použito vápno, na žlutou přírodní a tmavý okr, na červenou pálené světlé i tmavé okry a rumělka, na zelenou měděnka. Malby však nebyly původní součástí kostela. Jsou provedeny do vlhkého vápenného nátěru, jehož tloušťka je proměnlivá. Byly zhotoveny, až když byla hotová architektonická podoba kostela, pravděpodobně po poškození stavby požárem. Roku 1350 se ujal Tečovic Čeněk z Bechyně, poničení kostela ho vedlo k zadání nové rozsáhlé malířské výzdoby. Nová dekorace zakryla zbytky jednoduché staré výzdoby, kterou tvořil pouze žlutooranžový pruh 5 cm, který lemoval nároží článků z červeného pískovce. Technika všech maleb je stejná, ale výtvarné pojetí se velmi liší. Jsou dva různé typy. Malby vytvořeny z velkých barevných ploch (např. výjev Zmrtvýchvstání Krista, vyobrazení Panny Marie a Jana Křtitele) a na druhé straně malby, vyznačující se detaily a vypracovaností (Zvěstování, Smrt Panny Marie, Lodníci). Odhadem na malbách pracovali až 4 umělci.
Kruhové medailony na vítězném oblouku jsou osově rozděleny podle jeho vrcholu. Na severním půloblouku je 16 medailonů, na jižním 14. Medailony mají namodralé pozadí, které bylo docíleno směsí černě a vápna. Barva tvořená měděnkou zde na několika místech zhnědla. Na medailonech jsou už pouze pozůstatky poprsí proroků, každý z nich obsahuje pásek se jménem, ale dochovalo se jen pár písmen, ze kterých nelze jednoznačně určit, o kterého proroka se jedná. Nejlépe zachovalá freska je postava sv. Jiří s drakem, která je umístěna na jižní stěně kněžiště.

## Nové úpravy
Na kostele byla opravena šindelová střecha a znovu natřena vnější fasáda, proti vzlínání vlhkosti byla provedena elektroosmóza.

## Fotografie

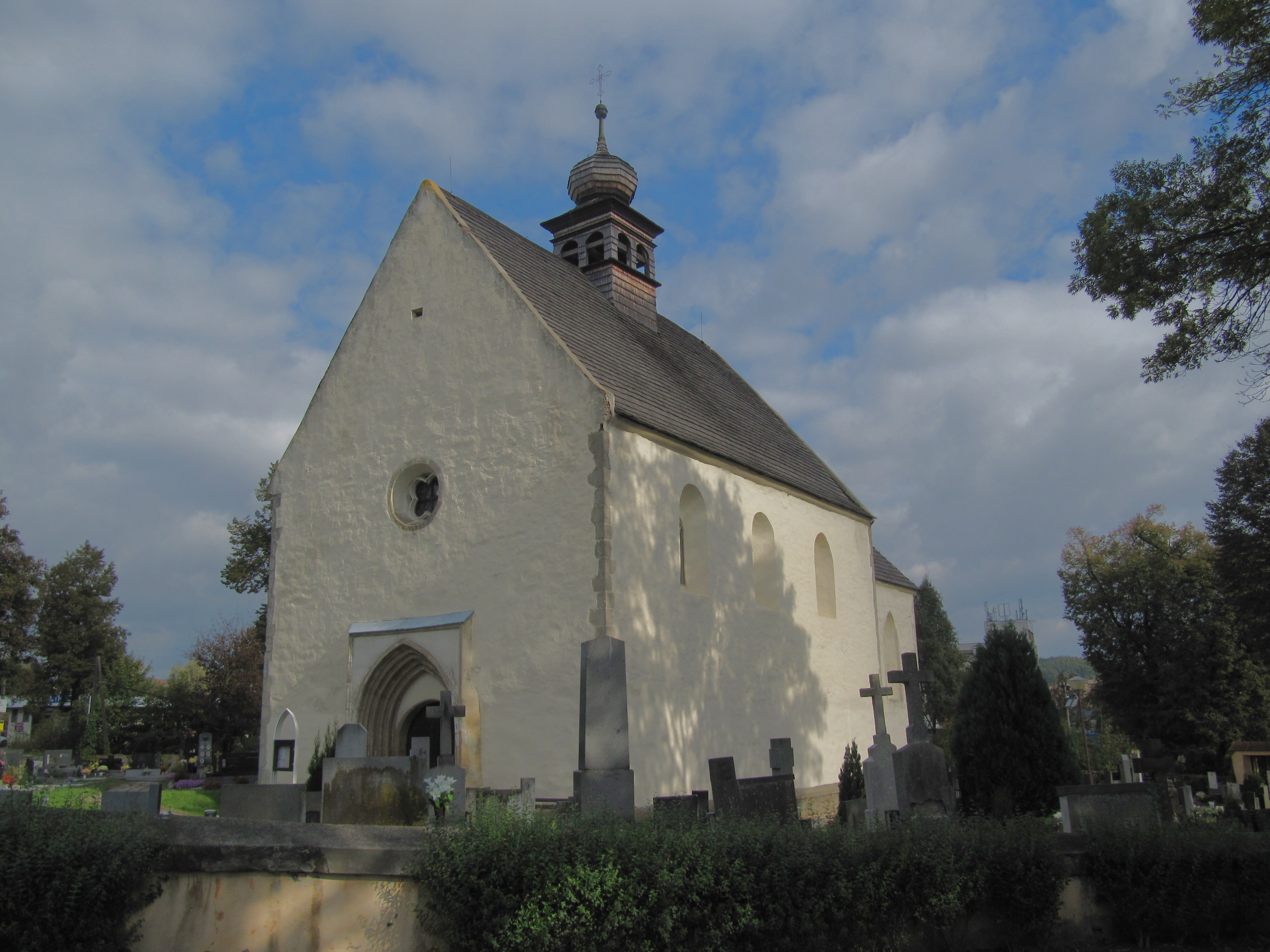
Kostel svatého Jakuba Většího v Tečovicích
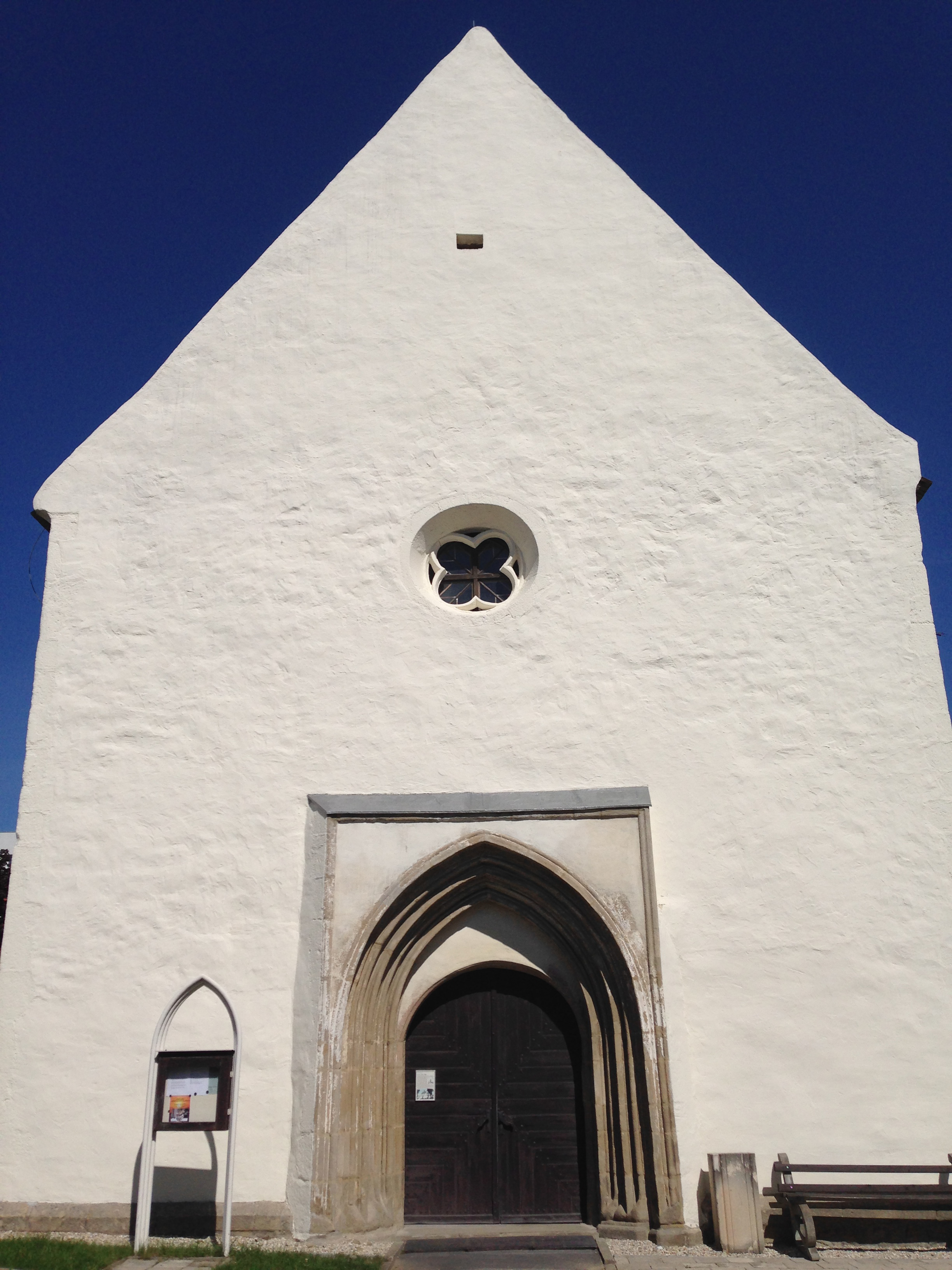
Západní průčelí
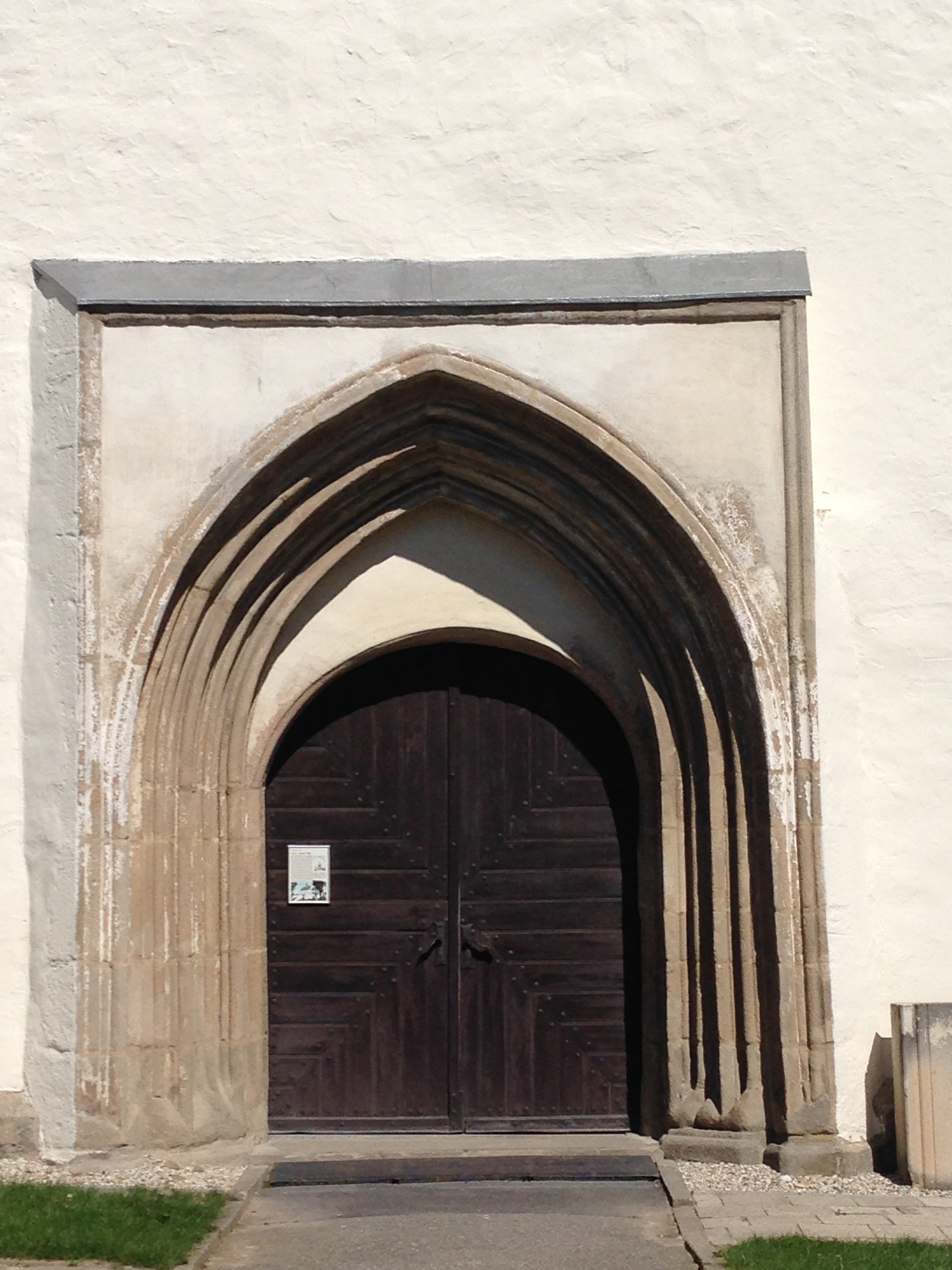
Detail portálu
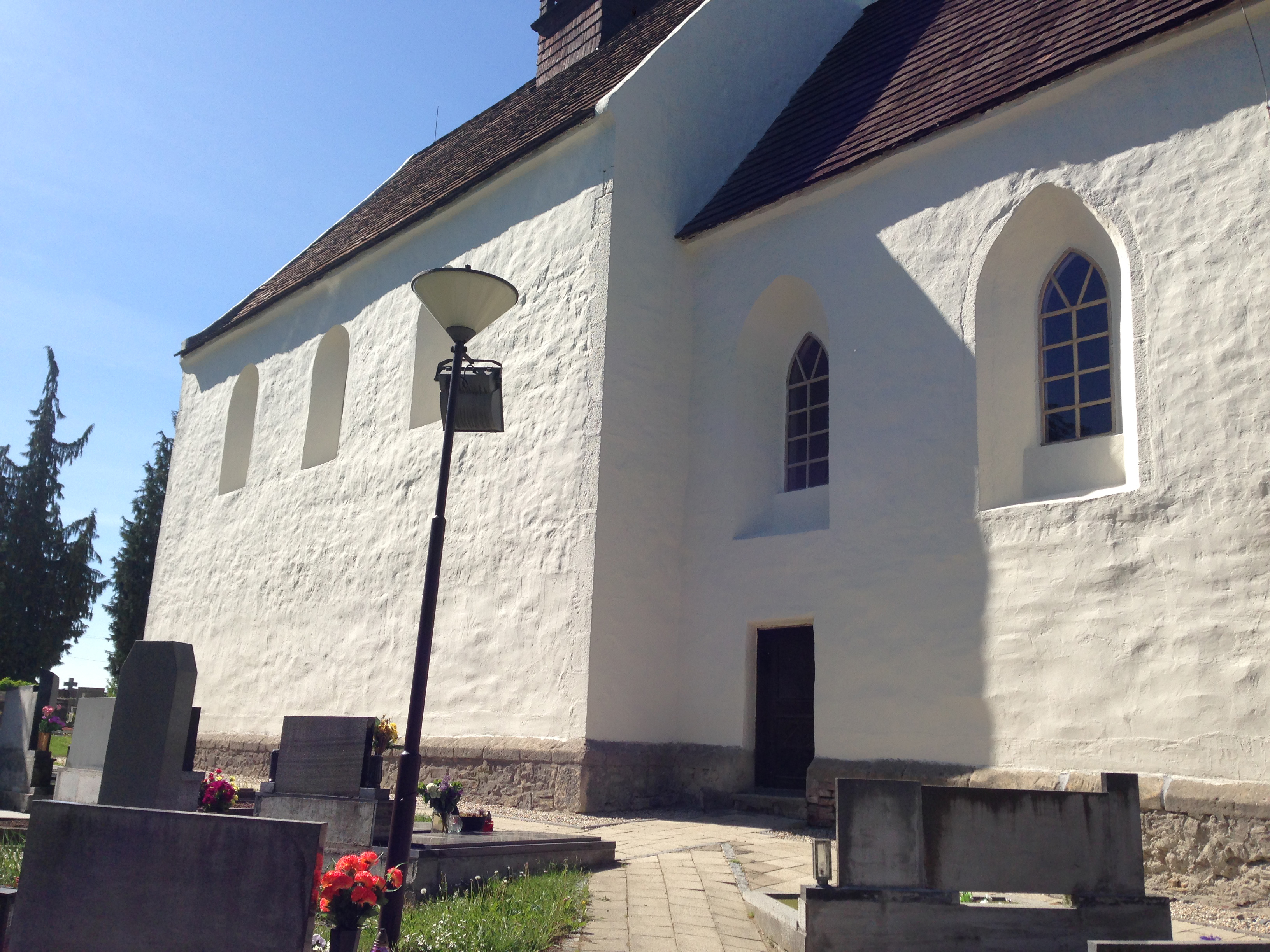
Boční vchod
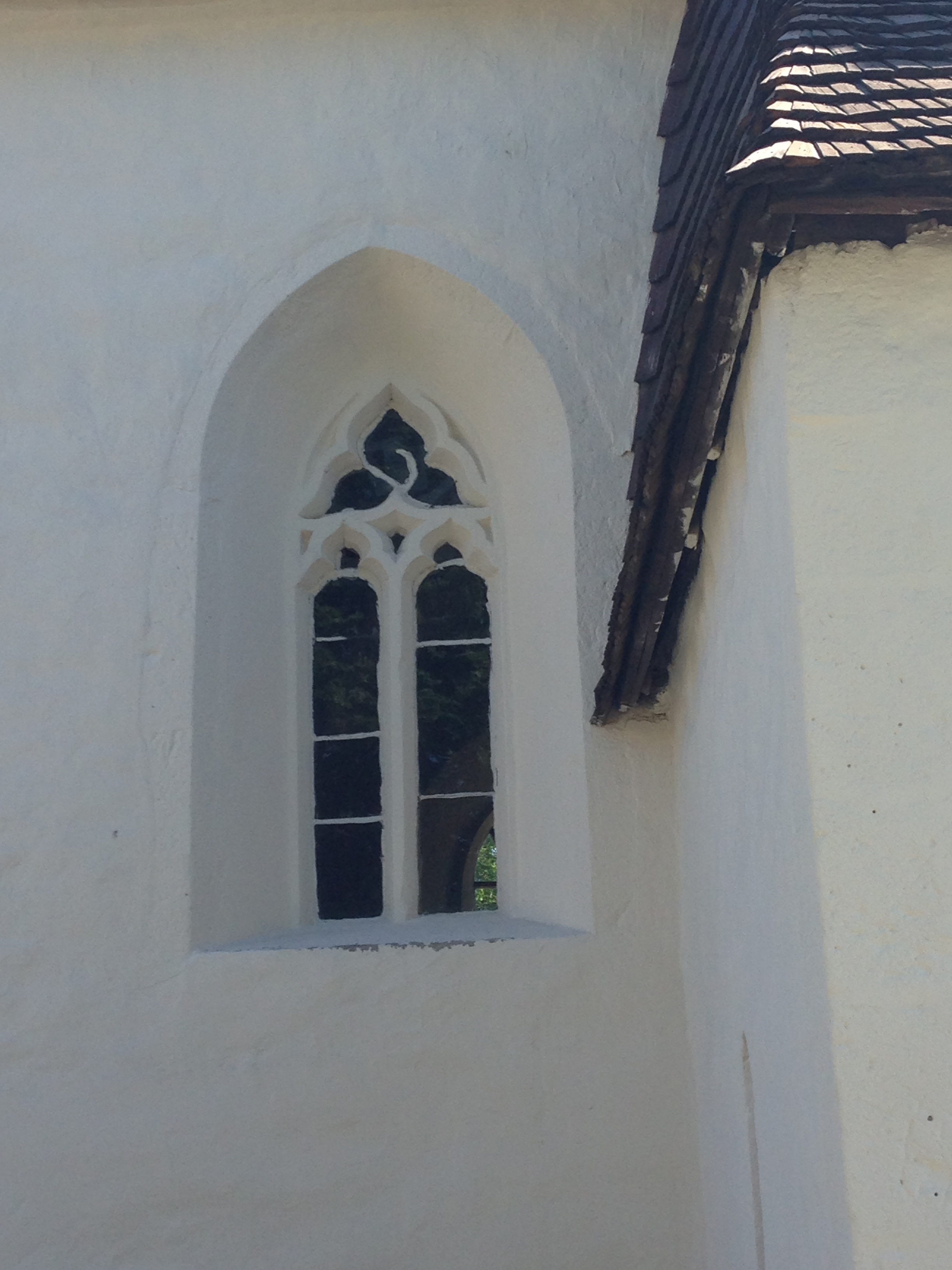
Detail okna v presbyteriu u sakristie
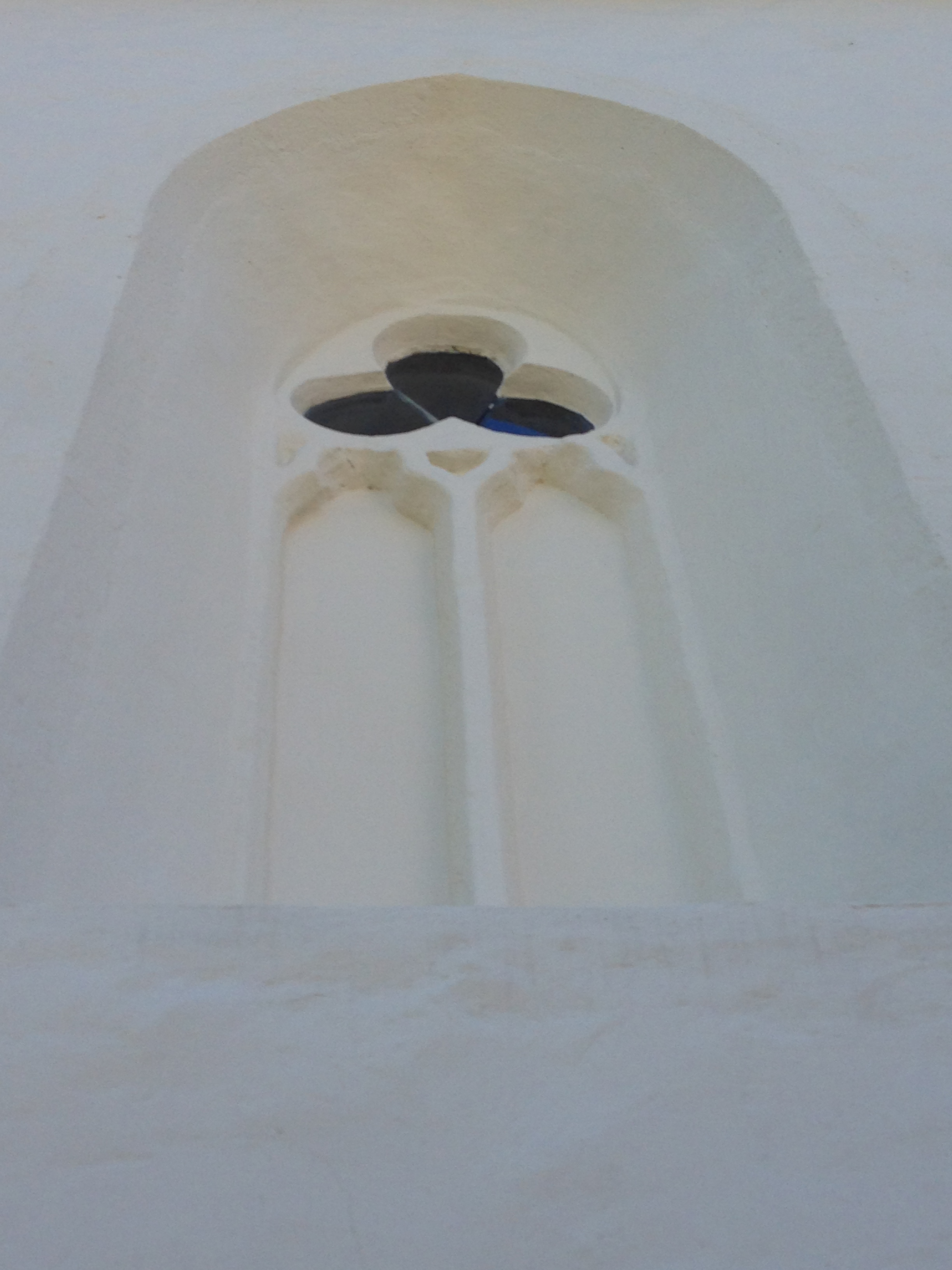
Zazděné okno u oltáře
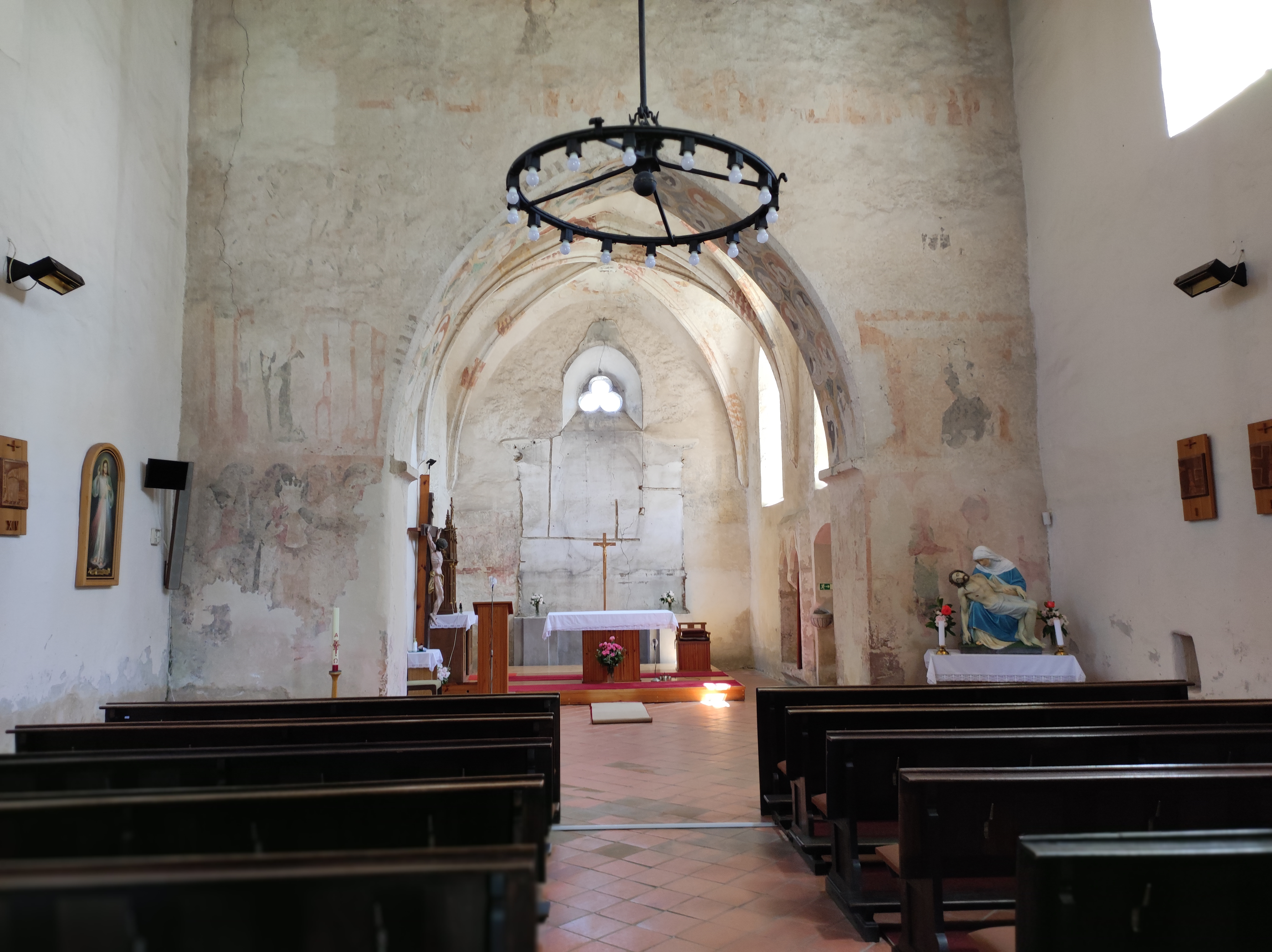
Interiér kostela bez hlavního oltáře (t. č. v restaurátorské dílně)
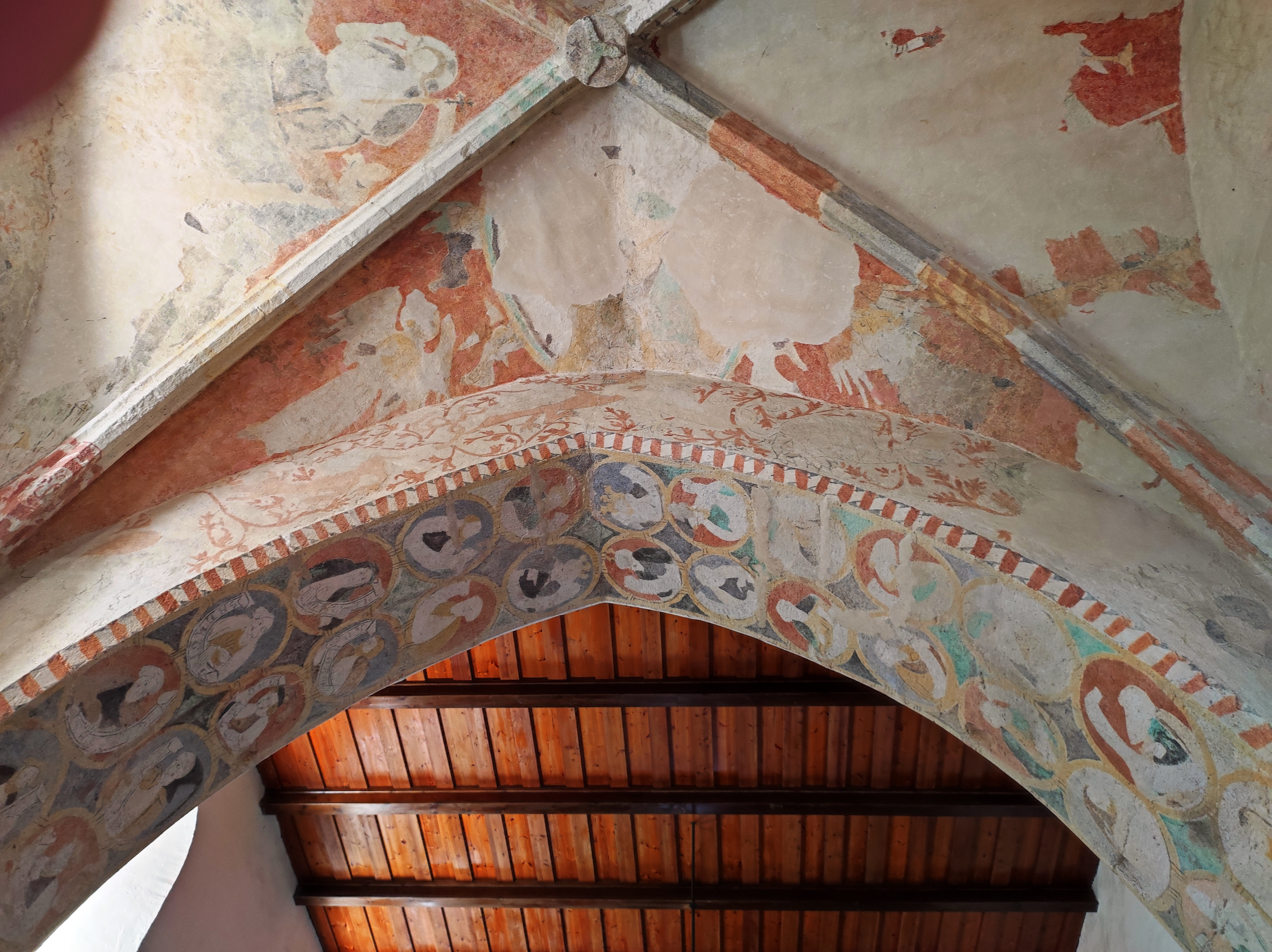
Fresky na vítězném oblouku
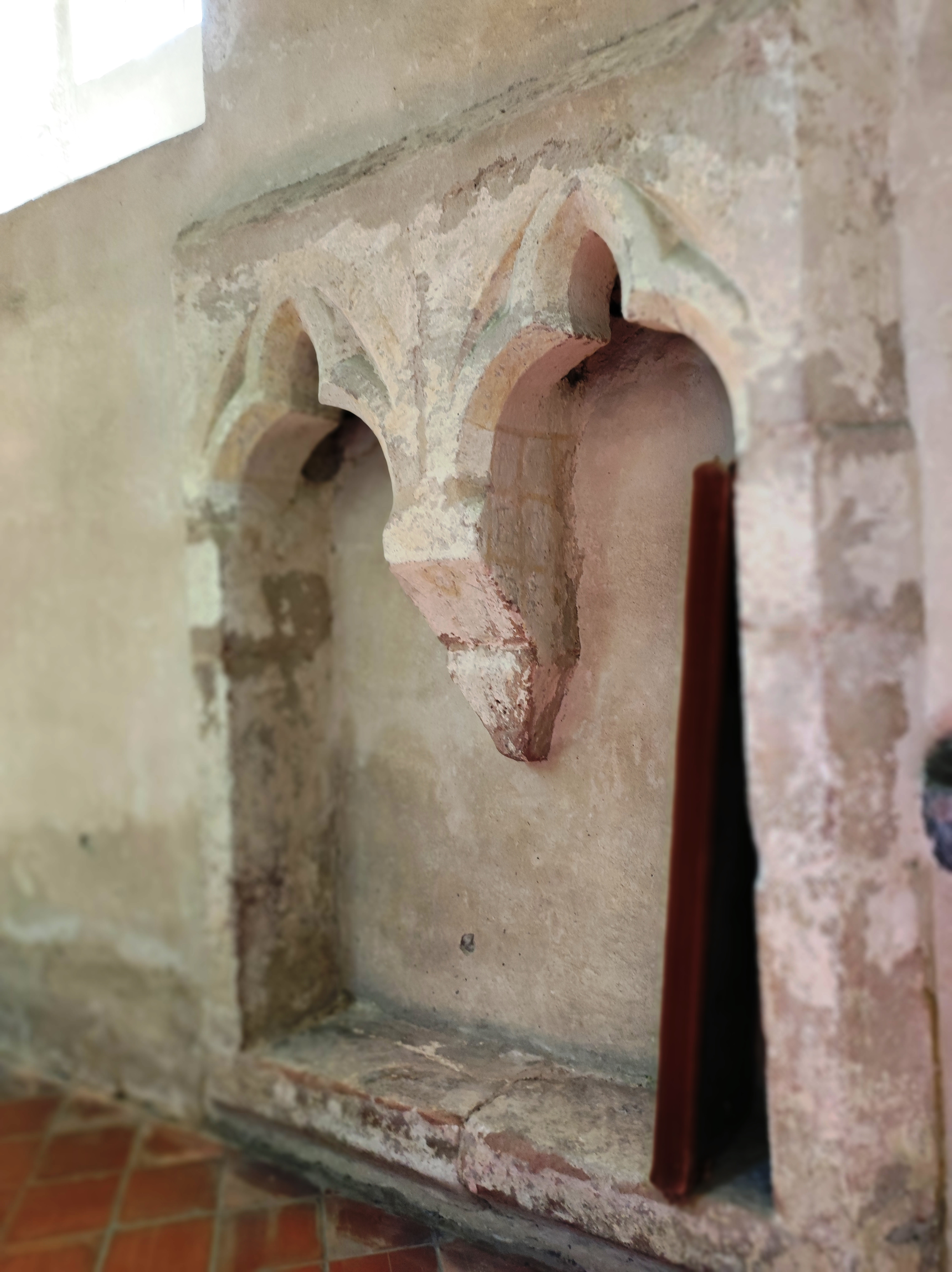
Gotická sedile v presbytáři